# Високотемпературна свръхпроводимост
Високотемпературни свръхпроводници се наричат материалите с критична температура на свръхпроводимост, по-висока от -200 °C, най-ниската температура на охлаждане, постижима с течен азот. За разлика от тях класическите свръхпроводници имат критична температура до около 30 келвина (–243,15 °C), която се достига практически само с течен хелий.
Материалите с необичайно висока критична температура, Тк > 30 К са предимно керамични материали (оксиди на медта и бария, съдържащи лантан и други редкоземни елементи). През 2015 г. е постигната рекордна критична температура Тк = 203 К при сероводород под свръхвисоко налягане.